# Hirvijärvi, Lappland
Hirvijärvi är en sjö i Gällivare kommun i Lappland och ingår i Kalixälvens huvudavrinningsområde.